# Chajang
Chajang (자장, także Chajang Yulsa 자장율사) – buddyjski mnich koreański żyjący latach 590–658, jeden z pionierów buddyzmu w królestwie Silli.

## Życiorys
Jego świeckie imię to Kim Sŏnjong. Pochodził z arystokratycznego rodu Silli. Za życia rodziców spełniał obowiązki wobec nich, ożenił się i miał dzieci. Po śmierci rodziców, prawdopodobnie w wieku ok. 25 lat, udał się do klasztoru a potem odosobnił się w dalekich górach w celu praktykowania medytacji. Był świetnie wykształconym człowiekiem. Panujący nad Sillą, z racji jego wielkich zdolności i wiedzy, pragnął obdarzyć go wysokim stanowiskiem rządowym. Jednak Chajang odmówił i władca zagroził mu śmiercią. Wtedy mnich odparł Wolałbym raczej umrzeć utrzymując Dharmę Buddy przez tylko jeden dzień, niż żyć przez sto lat łamiąc ją. Po tej odpowiedzi panujący zezwolił Chajangowi na dalsze praktykowanie buddyzmu. Następnie podjął pielgrzymkę po kraju; w miastach i wsiach propagował buddyzm i życie zgodne z pięcioma wskazaniami. Ludzie schodzili się do niego ze wszystkich stron aby przyjąć wskazania. 
W 636 r. po otrzymaniu zezwolenia od królowej Sŏndŏk (pan. 632–647), wielkiej patronki buddyzmu, wyruszył do Chin, gdzie po 7 dniach medytacji na górze Wutai przed wyobrażeniem Manjuśriego miał wizję bezpośredniego z nim kontaktu. Następnie pielgrzymował po świętych miejscach Chin. W klasztorze Yunji na górze Zhongnan spotkał największych chińskich buddystów tego czasu: Dushuna (557–640) – założyciela szkoły huayan i Daoxuana (597–667) – założyciela szkoły chińskiej winai nanshan. W 643 r. przyniósł do Korei buddyjskie teksty, wśród nich Tripitakę i śarira Buddy, które złożył w specjalnie wybudowanej pagodzie (kor. t'ap) Sokkasari (Pagodzie Śarira Śakjamuniego) na terenie klasztoru T'ongdo, którego był założycielem. Królowa Sŏndŏk nadała mu tytuł Taegukt'ong – Wielki Opat na cały kraj.
Wprowadził także szkołę winai zwaną po koreańsku kyeyul chong. Założył jeden z najsłynniejszych klasztorów T'ongdo oraz Hyangsong (632 r.) na górze Sŏrak oraz w jaskini małą pustelnię Kejo-am. W pustelni tej praktykowali później wielcy buddyści koreańscy Wonhyo i Uisang.
W klasztorze Hwangnyong wzniósł 9-kondygnacyjną pagodę 80-metrowej wysokości, której celem miała być ochrona państwa przed napaścią wrogich sąsiadów. Każda kondygnacja poświęcona była jednemu z nich; parter – Japonii, 1 piętro – Chinom, 2 piętro – Wuyue, 3 piętro – Tangna, 4 piętro – Yingyou, 5 piętro – Mohe (Madziarzy), 6 piętro – Xiedan (Kitaj), 7 piętro – Ruzhen, 8 piętro – Huimo. Najwyraźniej nie pomyślano o Mongołach, którzy zburzyli pagodę podczas najazdu na Goguryeo.
Chociaż uważa się go za założyciela szkoły znanej jako winaja, to jego nauki i działalność nie ograniczały się tylko do niej. Nauczał także Sutry Awatamsaki, madhjamiki ("szkoła trzech traktatów") i Czystej Krainy.
Po otrzymaniu tytułu Kuk’tong (dosł. "mnich państwowy") mógł zająć się poprawą utrzymywania wskazań przez mnichów i również wpływał na podniesienie moralności społeczeństwa Silli. Mnisi musieli więcej studiować, utrzymywać głodówkę (i wszelkie związane z "uposathą" rytuały) 15 dnia każdego miesiąca i przechodzić testy moralności dwukrotnie w roku, wiosną i zimą. Niektórzy mnisi stali się wędrownymi inspektorami, którzy wędrowali od klasztoru do klasztoru kontrolując utrzymywanie wskazań. Dzięki tym wysiłkom wzrosła liczba mnichów a także osiem lub nawet dziewięć rodzin z dziesięciu przyjęło wskazania sili.    
Chajang cieszył się wielkimi wpływami na dworze Silli i rozpoczął sinizację koreańskiego buddyzmu. W pewnym momencie zorientował się, że jest za bardzo wmieszany w politykę dworską i że daleko odszedł od swojej pustelniczej młodości. Złożył dymisję ze wszystkich swoich państwowych funkcji i udał się do klasztoru Suda na górze Odae w poszukiwaniu wizji Manjuśriego, która nigdy się nie zmaterializowała. Zmarł w samotności na górze Odae.

## Prace literackie
- Sabunyul kalma sagi - (Uwagi do "Sufenlu jiemo" Daoxuana)
- Sipsongyul mokch’agi - (Uwagi do Pratimokszy z Winai Sarwastiwady)
- Kwanhaengbŏp - (Metoda kontemplacji)
- Jegyeonggyeso – (10-tomowy Komentarz do wskazań we wszystkich sutrach)
- Ch’ulgwanhaengbŏp – (Praktyka ekscytującej kontemplacji)
- Amit’agyŏng ŭigi – (Komentarz do "Sukhāvatīvyūha sūtra")[4]

Teksty nie zachowały się do naszych czasów.